# إيسمد سفيان
إيسمد سفيان (بالإندونيسية: Ismed Sofyan)، من مواليد 28 أغسطس 1979 في توالانغ كت في أندونيسيا، لاعب كرة قدم أندونيسي.
و قد بدأ مسيرته الكروية مع نادي برسيراجا باندا أكه في عام 1999، وفي عام 2000 انتقل إلى نادي برسيجاتيم، ولعب معهم حتى عام 2002، ومنذ عام 2002 وهو يلعب مع نادي برسيجا جاكارتا.
و قد بدأ باللعب مع منتخب أندونيسيا لكرة القدم في عام 2000، شارك معه في كؤوس آسيا 2000، و2004، 2007.

## روابط خارجية
- إيسمد سفيان على موقع الاتحاد الدولي (مؤرشف)  (الإنجليزية)
- إيسمد سفيان على موقع قاعدة بيانات كرة القدم.إي يو (الإنجليزية)
- إيسمد سفيان على موقع ناشيونال فوتبول تيمز (الإنجليزية)
- إيسمد سفيان على موقع Soccerway.com (الإنجليزية)
- إيسمد سفيان على موقع كووورة